# Konståret 1933

## Händelser
- 8 mars – George Grosz fråntas sitt tyska medborgarskap.
- 23 september – den första utställningen kallad Entartete Kunst arrangeras av företrädare för den nya nationalsocialistiska regimen i Neues Rathaus ["Nya Rådhuset"] i Dresden. Utställningen pågår till den 18 oktober. Verk av den tyske expressionisten Otto Lange, bördig från Dresden, visas bland annat.

### Okänt datum
- Bauhaus stängs.
- Black Mountain College grundas av John Andrew Rice.
- Milanotriennalen visas i det nybyggda Palazzo d'Arte i Milano.
- Muralmålningen Man at the Crossroads av Diego Rivera, tas bort från Rockefeller Center i New York då den innehåller ett porträtt av Lenin.
- Käthe Kollwitz tvingas av Nazistpartiet att avgå från fakulteten för konstakademin.
- Ben Nicholson gifter sig med Barbara Hepworth.
- Föreningen Fylkingen, som skall främja experimentell musik och konst, bildas i Stockholm.
- Göteborgs Konstnärsklubb bildas.
- Oktobergruppen bildas i Finland.
- Edward Berggrens och Gottfrid Larssons konstskola upphör med sin verksamhet.
- Edward Berggren grundar Edward Berggren målarskola.
- Gunnar W. Lundberg inleder ett samlande som senare blir starten för Tessinsamlingen.

## Verk

### Målningar
- Wilhelm Tells gåta – Salvador Dalí
- Operarios – Tarsila do Amaral

### Skulpturer
- Horse – John Skeaping, en skulptur karvad ur mahogny och pynkado, ursprungligen i Whipsnade Zoo men nu i Tate Gallery.

## Priser
- Archibald Prize – Charles Wheeler får pris för sitt verk Ambrose Pratt.

## Födda
- 8 februari – Richard Allen (död 1999), amerikansk målare och tryckmakare.
- 18 februari – Yoko Ono, japansk skulptör, filmmakare, installationskonstnär och musiker.
- 15 mars – Totte Mannes, finländsk bildkonstnär.
- 1 april – Dan Flavin (död 1996), amerikansk skulptör.
- 13 april – Lyuben Dimanov, bulgarisk konstnär.
- 21 april – Nils Aas (död 2004), norsk skulptör.
- 29 april – Alison Knowles, amerikansk performanceartist, ljudkonstnär, tryckmakare.
- 30 april – Cai Lindahl-Sonesson (död 1996), svensk textilkonstnär.
- 6 maj – Lars Englund, svensk skulptör och grafiker.
- 21 maj – P. K. Manthri (död 1984), indisk satir- och serietecknare.
- 9 juni – Hans Jørgen Toming (död 2002), dansk-norsk bildkonstnär och bokkonstnär.
- 10 juni – Hjördis Piuva Andersson, tornedalsk konstnär och författare.
- 12 juli – Fibben Hald, svensk illustratör och tidningstecknare.
- 13 juli – Piero Manzoni (död 1963), italiensk konstnär.
- 27 juli – Jon Pärson (död 2018), svensk målare och skulptör.
- 29 juli – Lars Matson (död 1994), svensk konstnär.
- 9 augusti – Dorothy Iannone (död 2022), amerikansk konstnär verksam i Berlin.
- 29 augusti – Sorel Etrog, kanadensisk skulptör.
- 2 september – Åke Pallarp, svensk målare och skulptör.
- 4 september – Ola Nyberg, svensk illustratör.
- 18 september – Mark di Suvero, amerikansk skulptör.
- 12 november – Lennart Lannfjäll (död 2005), svensk TV-producent och konstnär.
- 18 november
  - Bruce Conner (död 2008), amerikansk filmmakare, skulptör, målare, grafisk konstnär och fotograf.
  - Charlotte Moorman (död 1991), amerikansk Fluxus, performanceartist.
- 20 november – Ulla Viotti, svensk konstnär.
- 30 november – Sam Gilliam, amerikansk målare.
- 29 november – James Rosenquist, amerikansk målare.
- 13 december – Paul Bracq, fransk konstnär och före detta bilformgivare.
- 14 december – Bapu, indisk serietecknare och målare.
- 19 december – Calle Örnemark, svensk konstnär och skulptör.
- okänt datum – John Stuart Ingle, amerikansk akvarellmålare.
- okänt datum – Anders Fogelin (död 1982), svensk konstnär.
- okänt datum – Ingrid Olson, svensk målare, tecknare och grafiker.

## Avlidna
- 10 januari – Margaret Macdonald (född 1865), skotsk designer.
- 28 februari – Lilla Cabot Perry (född 1848), amerikansk målare.
- 14 mars - Axel Jungstedt, svensk konstnär
- 30 mars – Filip Månsson (född 1864), svensk dekoratör, etsare och konstnär.
- 16 april – Harold Peto (född 1854), engelsk arkitekt och trädgårdsdesigner.
- 6 maj – François Pompon (född 1856), fransk skulptör.
- 14 juni – Hans Prinzhorn (född 1886), tysk konsthistoriker.
- 8 augusti – Adolf Loos (född 1870), österrikisk arkitekt.
- 20 augusti – Gustaf Cederström (född 1845), svensk konstnär.
- 2 oktober – Elizabeth Thompson (född 1846), brittisk målare.
- 11 oktober – Gustaf Rydberg (född 1835), svensk konstnär.
- 26 oktober – José Malhoa (född 1855), portugisisk målare.
- 29 oktober – George Benjamin Luks (född 1867), amerikansk porträttmålare och illustratör.
- 14 november – Thomas Hayton Mawson (född 1861), brittisk trädgårdsdesigner.
- 15 november – Émile-Jacques Ruhlmann (född 1879), fransk möbeldesigner.
- 4 december – W.G.R. Sprague (född 1863), australiensisk teaterdesigner.